# 시날로아사냥개박쥐
시날로아사냥개박쥐(Molossus sinaloae)는 큰귀박쥐과에 속하는 박쥐의 일종이다. 멕시코와 중앙아메리카, 남아메리카 북부 지역의 토착종이다.

## 특징
시날로아사냥개박쥐는 적당히 큰 박쥐로 몸길이 11~14cm이고, 날개폭은 33cm, 몸무게는 평균 약 24g 정도이다. 털은 길고 부드러우며 등과 상체는 거무스레하거나 진한 갈색을 띠고, 하체 쪽으로 갈수록 중간 갈색으로 변한다. 머리는 비교적 좁고, 긴 주둥이와 집게발처럼 생긴 앞니를 갖고 있다. 수컷은 암컷보다 크지만 두개골의 차이는 없다. 수컷은 강한 냄새가 나고 끈적끈적한 유분을 분비하는 땀샘을 목에 갖고 있다. 땀샘은 암컷이 새끼를 나는 때인 5월과 8월 사이에 가장 크고 활발해진다.

## 분포 및 서식지
시날로아사냥개박쥐는 시날로아주 남쪽 멕시코 서부와 유카탄반도, 중앙아메리카와 트리니다드를 거쳐 콜롬비아 북부 지역부터 가이아나까지 지역에서 발견된다. 분포 지역 내의 건조 탈락성 숲과 열대 상록수 숲에서 서식한다. 해발 1000m 이하에서 주로 발견되지만 2400m와 같은 고지대에서 발견되기도 한다.

## 아종
2종의 아종이 알려져 있다.
- M. s. sinaloae - 멕시코부터 코스타리카까지
- M. s. trinitatus - 파나마, 남아메리카, 트리니다드

## 생태
시날로아사냥개박쥐의 먹이 78%는 나방으로 이루어져 있지만 딱정벌레와 노린재류도 섭취하며, 일부 날아다니는 곤충을 먹기도 한다. 동굴에 매달려 생활하기도 하지만 야자수나 인공 구조물의 균열이나 구멍 속에서 더 흔하게 발견된다. 최대 백여 마리씩 집단을 형성하는 것으로 추정된다.
그러나 각각의 집단은 홀로 사는 수컷들 또는 단일 성의 집단이 차지하고 있으며, 모든 암컷 집단에는 수컷들이 방문한다. 대략 3월과 4월 사이에 번식을 하며 약 3달 후에 새끼를 낳는다. 대부분 한 마리를 낳고, 쌍둥이는 약 5%에 불과하다. 생후 6~8주 이후에 젖을 떼며, 암컷은 생후 첫 해에 성적으로 성숙해진다.